# Bohdíkov (tvrz)
Bohdíkov je původně renesanční tvrz ve stejnojmenné obci v okrese Šumperk v Olomouckém kraji. Tvrz je chráněna jako kulturní památka. Ves Bohdíkov (dříve Český či Dolní Bohdíkov) leží přibližně 8 km severozápadně od Šumperka a poprvé se objevuje v listinných pramenech již v roce 1350 a tím patří k nejstarším obcím na Šumpersku.

## Historie
Bohdíkov původně náležel k novohradskému panství a po jeho rozpadu od konce 15. století připadl panství losinskému. V letech 1564 až 1569 se zde připomíná Tobiáš Prog z Velmic jemuž v roce 1560 Jan mladší ze Žerotína postoupil ještě další obce: Hrabenov a Raškov. Z nich vytvořil samostatný statek a zde po roce 1560 nechal postavit bohdíkovskou tvrz, která se prokazatelně poprvé uvádí v roce 1576. Dalším jejím držitelem se stal roku 1592 Jan Odkolek starší z Oujezdce, který je v písemnostech uváděn právě při koupi temenického a bohdíkovského statku.
Pro účast na stavovském povstání v letech 1618–1620 byly oba statky jeho synovci – Janu mladšímu Odkolkovi – zkonfiskovány a předány knížeti Karlu z Lichtenštejna. Od roku 1622 se tvrz stala součástí rudského velkostatku knížat Lichtenštejnů. Za jejich panování tvrz ztratila residenční charakter a změnila se v hospodářský objekt.
Někdejší němečtí usedlíci tvrzi říkali Schlössle (Zámeček). Tvrz je od roku 1803 ve vlastnictví rodu Dašků. V 19. století byla přestavěna na hostinec s názvem Krčma, který se stal centrem veškerého kulturního a společenského dění v obci. Konaly se tu zábavy a plesy, schůze českých spolků, zkoušky bohdíkovských muzikantů, hrálo divadlo (od roku 1923 do roku 1959). Vedle krčmy byla postavena hasičská zbrojnice (původní 1889, nová 1956), během 2. světové války tu vzniklo fotbalové hřiště (do roku 1940, kdy jej majitel Jan Daška musel rozorat, po roce 1945 bylo opět obnoveno) a v 60. letech 20. století letní divadlo (1968). Pohostinství Krčma bylo uzavřeno v roce 1969.
Dne 28. prosince 2000 byla Ministerstvem kultury tvrz prohlášena kulturní památkou. Původní konstrukci a účel objektu dokládají mimořádně silné stěny a hluboké sklepy.